# Manfred Schweigkofler

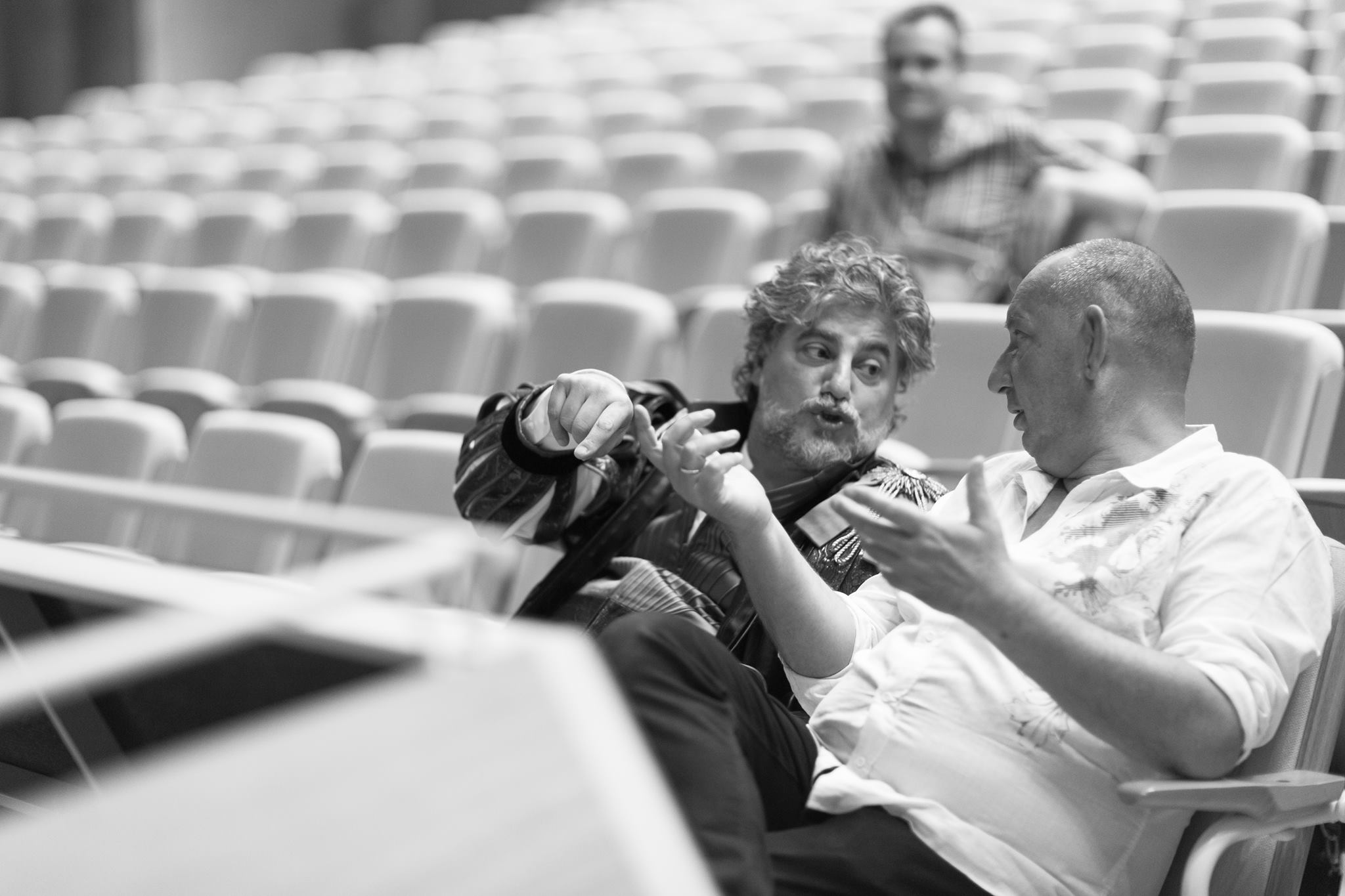
Manfred Schweigkofler (rechts), 2016

Manfred Schweigkofler (* 1962) ist ein italienischer Creative Director, Regisseur und Kulturmanager aus Südtirol.

## Leben
Schweigkofler studierte Germanistik und Geschichte in Innsbruck. Von 1985 bis 1992 war er Sprecher bei der öffentlich-rechtlichen Rundfunkanstalt RAI.
Er leitete den 1. Kleinkunstkeller in Bozen, war 1992 Mitbegründer der Vereinigten Bühnen Bozen und 1996 Mitbegründer des Theaters Carambolage und Mitbegründer der Musical School, die er viele Jahre leitete. Von 2001 bis 2012 leitete er das Stadttheater Bozen. Von 2002 bis 2012 war er als Generaldirektor und Künstlerischer Leiter für das internationale Tanzfestival Tanz Bozen Bolzano Danza verantwortlich. Er war Kurator und Creative Director des 2019 eröffneten LUMEN Museum für Bergfotografie am Kronplatz bei Bruneck.
Im Jahre 2021 führte er erstmals Filmregie für den Theater-Film Passion 2:1. Er ist ferner Seminarleiter, Trainer und Coach, Hörbuchautor und Kolumnist.
Privates
Verheiratet mit Dorotea Schweigkofler. 4 Kinder und 4 Enkel. (Stand 2022)

## Operninszenierungen (Auswahl)
- 2010: Elektra – Bolzano, Modena, Piacenza
- 2011: Fidelio – Bolzano, Ravenna
- 2011: Roméo et Juliette – Opera House Philadelphia, Piacenza, Modena
- 2012: Salome – Modena, Piacenza, Bolzano; San Carlo di Napoli (2014)
- 2012: Der König Kandaules – Teatro Massimo di Palermo, Teatro de la Maestranza Sevilla (2016)
- 2013: Rusalka – Teatro San Carlo di Napoli
- 2013: Don Carlos – Finnische Staatsoper Helsinki, Staatsoper Prag
- 2014: La traviata – Staatstheater Cottbus
- 2014: Salome – Teatro San Carlo di Napoli
- 2015: I Giojelli della Madonna – National Oper Bratislava
- 2016: Der König Kandaules – Teatro de la Maestranza Sevilla
- 2016: Otello – Slowenische Nationaloper Ljubljana
- 2017: Carmina Burana – Slowenische Nationaloper Ljubljana
- 2019: Lysistrata 21 – INK Nationaltheater Pula
- 2020: Cavalleria/Pagliacci – Slowenische Nationaloper Ljubljana
- 2021: La Voix Humaine, Berlin Theater im Delphi
- 2022: Passion 21, Uraufführung im Ludwigs-Festspielhaus Füssen
- 2022: The Witches Seed, Uraufführung Tones on the Stones

## Publikationen (Auswahl)
- Inspire! Die Kraft der Begeisterung. Athesia Verlag, 2022, ISBN 978-88-6839-598-8.
- Inspire! Begeisterung verleiht Flügel. In: Peter Spiegel (Hrsg.): Future Skills. Vahlen Verlag, 2021, S. 72–81.
- Von den Massenmedien zu den Medienmassen. In: Peter Spiegel (Hrsg.): Future Skills. Vahlen Verlag, 2021, S. 208–215.
- Hörbuch: Wie zum Geier geht Begeisterung. CoCreare Verlag, 2022.
- Hörbuch: Wie zum Geier geht Krise. CoCreare Verlag, 2021.
- Kurt Luger, Manfred Schweigkofler: Alpine Inszenierung im Authentischen. Fenster zum Welterbe und Haus der Bergphotographie: Das Kronplatz Projekt. In: Kurt Luger, Franz Rest (Hrsg.): Alpenreisen. Studien Verlag, 2017, ISBN 978-3-7065-5652-1.